# Orthotrichum handiense
Orthotrichum handiense är en bladmossart som beskrevs av F. Lara, Garilleti och Mazimpaka in F. Lara et al. 1999 [2000. Orthotrichum handiense ingår i släktet hättemossor, och familjen Orthotrichaceae. Inga underarter finns listade i Catalogue of Life.